# Amphipoea nigrescens-albo
Amphipoea nigrescens-albo är en fjärilsart som beskrevs av Burrows. Amphipoea nigrescens-albo ingår i släktet Amphipoea och familjen nattflyn. Inga underarter finns listade i Catalogue of Life.